# 6-я Тарховская улица
6-я Та́рховская улица — улица в городе Сестрорецке Курортного района Санкт-Петербурга. Проходит от озера Сестрорецкий Разлив до пляжа «Белая Гора».

## История
Первоначальное название — Мохова́я улица. Оно появилось в конце XIX века и связано, вероятно, с местными особенностями почвы.
В 1940-х годах улицу переименовали в 6-ю Тарховскую — по аналогии с 2-й, 3-й и 4-й Тарховскими улицами.
По меньшей мере с 2013 года участок 6-й Тарховской улицы от начала и почти до Верхней улицы перекрыт забором. Его установил Дмитрий Файбышенко, владелец земельного участка на 6-й Тарховской, 1. Файбышенко — предприниматель, участвовавший в создании ООО «Союзстройтрест». В марте 2015 года вступило в силу решение суда, по которому забор был признан незаконным и Файбышенко должен был его убрать, открыв участок улицы. Комитет имущественных отношений Санкт-Петербурга в июне 2016 года сообщил, что «осуществляет действия по принудительному исполнению решения». В том же июне Файбышенко из пневматического пистолета сбил квадрокоптер, которым съемочная группа ТКТ-ТВ снимала незаконно перекрытые предпринимателем участок улицы и берег озера Сестрорецкий Разлив.

## Перекрёстки
- Верхняя улица
- улица Емельянова